# Dancing Disco
Albums de France Gall
France Gall
(1976) France Gall / Live Théâtre des Champs-Élysées
(1978)
Singles
1. Musique
Sortie : mai 1977
2. Si, maman, si
Sortie : octobre 1977
3. Le meilleur de soi-même
Sortie : janvier 1978

Dancing Disco est un album-concept studio de France Gall sorti en 1977.
Il a été certifié disque de platine pour plus de 400 000 exemplaires écoulés en France.

## Titres
Note : L'ordre des titres est celui de l'album-concept original sorti en 1977, et qui correspond à la progression de l'histoire de Maggie
| 1.    | Dancing Disco           | 6:45 |
| 2.    | Chanson de Maggie       | 3:05 |
| 3.    | Une nuit à Paris        | 2:10 |
| 4.    | Quand on est enfant     | 1:45 |
| 5.    | Musique                 | 5:20 |
| 6.    | Le Meilleur de soi-même | 3:50 |
| 7.    | Ce garçon qui danse     | 4:05 |
| 8.    | Si maman si             | 2:55 |
| 29:49 |                         |      |

## Crédits

### Musiciens
- Piano : Michel Berger
- Piano électrique : Georges Rodi
- Guitares basses : Christian Padovan, Pascal Arroyo
- Batteries : Simon Phillips, André Sitbon, André Ceccarelli
- Guitares : Alan Parker, Gérard Kawczynski, Denys Lable, Marc Péru
- Percussions : Ray Cooper, Marc Chantereau
- Cordes, direction : Claude Germain
- Cordes et cuivres, direction sur Dancing Disco, Une nuit à Paris : Jimmy Horowitz, leader David Katz
- Accordéon : Gilbert Roussel
- Clarinette basse : Francis Cournet
- Chœurs : Michel et Georges Costa, Sue et Sunny, Johanner Stone

### Production
- Paroles et musique : Michel Berger
- Producteur : Michel Berger
- Éditions originales : PEM Colline, droits transférés aux Éditions Apache France
- Label : WEA
- Prise de son :
  - John Middleton aux Berwick Street Studios (Londres)
  - Jean-Pierre Janiaud au studio Gang (Paris, 5e arr.)
- Mixage : Jean-Pierre Janiaud assisté par Patrick Foulon, studio Gang
- Album original : 33 tours / LP Stéréo Atlantic WEA 50 364 sorti le 27 avril 1977
- Illustration pochette : Jean-Marie Assenat
- Photo intérieure : Tony Kent
- Réédition CD : WEA 2292-42147-2 sorti le 15 novembre 1990

## Album-concept
2e album réalisé en collaboration avec Michel Berger et unique album-concept enregistré par France Gall et qu'elle définit ainsi : « L’histoire d’une fille qui travaille dans une boîte de nuit ». L'héroïne de Dancing Disco n’est pas sans rappeler Marie-Jeanne, la serveuse automate du futur opéra-rock Starmania que Michel Berger et Luc Plamondon sont en train d'écrire (parution en 1978).
| À force de capter le mal de vivre de ses clients, Maggie en devient aussi la victime et elle en témoigne dans sa Chanson de Maggie : Mais je ne fais que croiser Les cœurs démolis, usés, De ceux qui veulent oublier Leur vie dans l’obscurité. | Dans son sous-sol, submergée par le malheur des autres, elle essaie pourtant de s'en sortir et veut encore croire au bonheur : Mais je me lèverai tôt un jour Pour vivre et tout recommencer, N’appelez plus Maggie, Ce matin, elle est partie… | Son histoire s'achève avec son chant de désespérance. L'épilogue de l'album, Si, maman, si, constate sa défaite : Maman, si tu voyais ma vie, Je pleure comme je ris, Si, maman, si, Mais mon avenir reste gris Et mon cœur aussi… |

## L’inédit
Le titre Une femme, tu sais, qui devait initialement être incorporé à cet album-concept, a finalement été écarté en 1977 et est resté inédit jusqu’en 2004, année de la parution d'Évidemment, l’anthologie des années Berger chez Warner, Éditions CMBM (Colline Michel Berger Music).